# Трещиха
Трещиха — деревня в Саратовском районе Саратовской области России. С 1 января 2021 года входит в состав городского округа Саратова. 

## История
Владельческая русская деревня Трещиха (Александровка) была основана во второй четверти XIX века на месте слияния реки Багай (Первая Хмелевка) и оврага Первый Потапов. В 1830-е годы здесь насчитывалось от 5 до 20 дворов.
К 1861 году Трещиха принадлежала помещику Жарскому; господский двор расположился рядом, на территории нынешнего посёлка Водник. После реформы населённый пункт вошёл в Александровскую волость Саратовского уезда. К 1911 году здесь открылась церковно-приходская школа, находилось 46 домохозяйств, в которых проживало 107 мужчин и 104 женщины.
После революции деревня относилась к Александровской волости Саратовского уезда, некоторый период входила в состав Хмелевского сельсовета. В августе 1941 года здесь находилось 43 домохозяйства. В поздние советские годы деревня являлась частью Багаевского сельсовета Саратовского района, в 1987 году в ней проживало около 110 жителей.

## Физико-географическая характеристика
Деревня расположена на юге Саратовского района. Расстояние до административного центра села Багаевка - 4 км по просёлочной дороге, до областного центра составляет 15 км. С областным центром Трещиха связана автодорогой с твёрдым покрытием. 
Климат
Климат в деревне умеренно холодный. Наблюдается большое количество осадков, даже в самый засушливый месяц (согласно классификации климатов Кёппена — Dfa). Среднегодовая температура в Трещихе — 6,7 °C. Среднегодовая норма осадков — 417 мм. Наименьшее количество осадков выпадает в марте и составляет 23 мм. Наибольшее количество осадков выпадает в июле, в среднем 42 мм.
| Показатель                          | Янв. | Фев. | Март | Апр. | Май  | Июнь | Июль | Авг. | Сен. | Окт. | Нояб. | Дек. | Год |
| ----------------------------------- | ---- | ---- | ---- | ---- | ---- | ---- | ---- | ---- | ---- | ---- | ----- | ---- | --- |
| Средняя температура, °C             | −9,9 | −9,5 | −3,6 | 8,5  | 16,1 | 20,6 | 22,6 | 21   | 14,9 | 6,9  | −1,1  | −6,4 | 6,7 |
| Норма осадков, мм                   | 36   | 25   | 23   | 24   | 36   | 41   | 42   | 42   | 39   | 32   | 40    | 37   | 417 |
| Источник: Трещиха (норма 1982-2012) |      |      |      |      |      |      |      |      |      |      |       |      |     |

Часовой пояс
деревня Трещиха, как и вся Саратовская область, находится в часовой зоне МСК+1. Смещение применяемого времени относительно UTC составляет +4:00.
Уличная сеть
В деревне Трещиха две улицы: Нагорная и Центральная. К населённому пункту относятся территории двадцати садовых некоммерческих товарищества.

## Население
| 2010 |
| ---- |
| 41   |